# Tiefenlot
Ein Tiefenlot ist ein Messlot zur Bestimmung einer Tiefe, wie beispielsweise der Abstand des Grundwasserspiegels von der Geländeoberkante (Flurabstand). Das Lot setzt sich aus einer Kabeltrommel mit einem Edelstahlseil und einer daran anschließenden Ablaufvorrichtung mit Fliehkraftbremse sowie der Tiefenanzeige, zusammen. Es stehen verschiedene Lote (Kunststoffschwimmer, Edelstahlgewicht) zur Auswahl, die es möglich machen, sowohl die Höhenlage der Grundwasseroberfläche als auch die Messstellensohle zu bestimmen.
Bei der Bestimmung des Flurabstandes leuchtet bei Erreichen der Wasseroberfläche eine Kontrollleuchte auf, und die Tiefe in Bezug zur Rohroberkante der Grundwassermessstelle kann am Maßband abgelesen werden. Diese Art des Tiefenlots wird deshalb auch als Lichtlot bezeichnet.
Dabei ist zu beachten, dass das Tiefenlot bei unterschiedlichen Loten und unterschiedlichen Rohrdurchmessern, unterschiedlichen Korrekturen unterliegt. Die Vorteile sind, dass durch die Fliehkraftbremse, die den Seilablauf konstant hält, bei der Messung keine Fehler seitens des Benutzers auftreten können, sofern er sich an die ersichtlichen Lotdurchmesser gehalten hat. Somit sind sporadische Messfehler nahezu auszuschließen, da das Gerät vollautomatisch arbeitet. Neuwertige Geräte verfügen zusätzlich über eine Digitalanzeige. Nachteile sind durch die Einstellmöglichkeiten des Gerätes gegeben, sodass im Gelände, wenn eine Einstelltabelle nicht zur Hand ist, die Messungen nur ungenau durchgeführt werden können.